# 弗吉尼亚城 (内华达州)
弗吉尼亚城（英語：Virginia City）位于美国内华达州西部，是斯托里縣的县治。